# 南京市第十四中学
南京市第十四中学(又称南京十四中)是南京市的一所普通中学。

## 学校简介
- 1948年建校，前身为南京市六艺中学
- 1998年被评为南京市重点中学
- 2008年被评为江苏省三星级高中